# Katarzyna Łażewska-Hrycko
Katarzyna Łażewska-Hrycko – polska urzędniczka państwowa i prawnik, w latach 2021–2024
Główny Inspektor Pracy.

## Życiorys
Absolwentka Wydziału Prawa i Administracji Uniwersytetu Gdańskiego, w 2001 ukończyła aplikację. Od 2000 do 2016 zatrudniona w Okręgowym Inspektoracie Pracy w Gdańsku kolejno jako inspektor pracy, starszy inspektor pracy, specjalista i nadinspektor pracy, doszła do stanowiska kierownika sekcji prawnej. W 2016 objęła stanowisko dyrektor Biura Rady Dialogu Społecznego. 10 lutego 2021 objęła stanowisko Głównego Inspektora Pracy w miejsce zmarłego Andrzeja Kwalińskiego. 14 czerwca 2024 zakończyła pełnienie funkcji Głównego Inspektora Pracy.

## Odznaczenia
- Krzyż Kawalerski Orderu Odrodzenia Polski – 2025[4]
- Odznaka Honorowa Primus in Agendo – 2023[5]